# Cantó de Valentigney
El cantó de Valentigney és un cantó francès del departament del Doubs, situat al districte de Montbéliard. Té 3 municipis i el cap és Valentigney.

## Municipis
- Mandeure
- Valentigney
- Voujeaucourt

## Història
| Data d'elecció                           | Identitat          | Partit          | Qualitat |
| ---------------------------------------- | ------------------ | --------------- | -------- |
| 1982-1994                                | Georges Massacrier | PS, després MDC |          |
| 1994-2001                                | Joseph Tyrode      | PS              |          |
| 2001-                                    | Martine Voidey     | PS              |          |
| les dades anteriors no són pas conegudes |                    |                 |          |
|                                          |                    |                 |          |